# Дувелисиб
Дувелисиб (англ. Duvelisib; другие названия IPI-145, INK-1197) — лекарственный препарат из группы селективных ингибиторов фосфоинозитид-3-киназы. Является исследовательским препаратом для лечения неходжкинских лимфом и хронического лимфоцитарного лейкоза.

## Механизм действия
Дувелисиб является двойным ингибитором каталитических субъединиц p110γ и p110δ фермента фосфоинозитид-3-киназы. Конкурентно замещая молекулы АТФ в АТФ-связывающих «карманах» каталитических субъединиц, Дувелисиб вызывает полную инактивацию фермента. Константа диссоциации Дувелисиба составляет 0.24 наномоль для p110γ и 0.023 наномоль для p110δ.

## Клинические испытания
Каталитические субъединицы p110γ и p110δ фосфоинозитид-3-киназы экспрессируются исключительно в лейкоцитах, где они вовлечены в различные клеточные процессы, такие как: деление, дифференцировка, миграция и иммунокомпетентность. Таким образом, ингибирование p110γ и p110δ субъединиц представляет собой высокоспецифичный метод терапии рака крови и воспалительных заболеваний. Клинические испытания на пациентах с хроническим лимфоцитарным лейкозом продемонстрировали положительный эффект в 88 % случаев. Среднее время терапевтического эффекта составило 3.7 месяца. Биохимический анализ показал достоверное снижение активности сигнального каскада фосфоинозитид-3-киназы и гибель неопластических клеток. В то же время, побочные эффекты были незначительны и включали в основном диарею, кожную сыпь, нейтропению и повышенный уровень печеночных ферментов. Таким образом, Дувелисиб зарекомендовал себя как новое, эффективное средство для лечения хронического лейкоза.